# Алмалык (Алматинская область)
Алмалык (каз. Алмалық) — село в Талгарском районе Алматинской области Казахстана. Входит в состав Алатауского сельского округа. Код КАТО — 196233200.

## Население
В 1999 году население села составляло 882 человека (432 мужчины и 450 женщин). По данным переписи 2009 года в селе проживало 700 человек (330 мужчин и 370 женщин).